# William Parker (corsaire)
Pour les articles homonymes, voir William Parker et Parker.
 (avril 2020).
Si vous disposez d'ouvrages ou d'articles de référence ou si vous connaissez des sites web de qualité traitant du thème abordé ici, merci de compléter l'article en donnant les références utiles à sa vérifiabilité et en les liant à la section « Notes et références ».
William Parker (mort en 1618) est un capitaine de navire, pirate et corsaire anglais de la fin du XVIe et du début du XVIIe siècle, également maire de Plymouth.

## Biographie
William Parker est né près de Plymouth dans une famille de la petite noblesse. Propriétaire de commerce il devient corsaire au service de la reine Élisabeth. En 1587, il navigue en collaboration avec Sir Francis Drake lors du raid sur Cadix, en Espagne.
Dans les années 1590, le capitaine William Parker navigue dans les Antilles en effectuant plusieurs prises. Il a également pillé Puerto Cortés au Honduras en 1594 et 1595. Après 1596, en tant que propriétaire de son propre navire, il s'est associé à Sir Anthony Sherley, mais cette relation a pris fin lorsque, après un certain temps, aucune prise n'a été faite. Laissant le capitaine Sherley derrière lui, le William Parker a attaqué Campeche au Mexique. Il est blessé dans l'attaque, mais a survécu et a réussi à capturer une frégate transportant de l'argent en route vers San Juan De Ulua.
William Parker captura ensuite Portobello en février 1601. Portobello était un port très important, le point de départ à partir duquel le trésor péruvien est parti pour l'Espagne. William Parker s'est ensuite rendu au Panama et a pillé Saint-Vincent au Cap-Vert. Il a également capturé et détenu pour rançon les bateaux de perles de Cubagua et capturé un navire négrier portugais. Ses succès lui assurent une position de premier plan à Plymouth, où il est considéré comme un héros en quelque sorte et élu maire en 1601. Il est devenu membre fondateur de la Virginia Company en 1606.
William Parker est nommé vice-amiral et part en expédition dans les Indes orientales, mais décède lors de son voyage à Bantam le 24 septembre 1618.